# 烏奇庫山 (安卡什大區)
10°26′56″S 77°14′59″W / 10.44889°S 77.24972°W
烏奇庫山（Uchku），是秘魯的山峰，位於該國北部安卡什大區，由卡爾瓦潘帕區和聖克里斯托瓦爾德拉漢區負責管轄，屬於安地斯山脈的一部分，海拔高度4,600米。